# Hammam Sillal
 (juillet 2016).
Si vous disposez d'ouvrages ou d'articles de référence ou si vous connaissez des sites web de qualité traitant du thème abordé ici, merci de compléter l'article en donnant les références utiles à sa vérifiabilité et en les liant à la section « Notes et références ».
Hammam Sillal est une station thermale située dans la commune de Tifra, dans la wilaya de Béjaïa, qui a ouvert en 1954.

## Situation
La station thermale de Hammam Sillal est située dans la localité de Sillal, chef-lieu de la commune de Tifra, dans la wilaya de Béjaïa, à 60 km au sud de la ville de Béjaïa.
La source est située dans une ravine rocheuse, au bord de l'oued Remila, où se déversent ses eaux.
La légende locale dit que Hammam Sillal est protégée par le saint patron Sidi M’hend Aheddad.

## Caractéristiques et infrastructures
Caractéristiques de la source :
- température de l'eau : entre 40° et 48°
- débit : entre 6 et 8 L/s.

## Structures d'accueil
Un important complexe thermal a été construit en 2014 en aval de l'ancienne petite station.